# Melicope vatiana
Melicope vatiana är en vinruteväxtart som först beskrevs av William Albert Setchell, och fick sitt nu gällande namn av Thomas Gordon Hartley. Melicope vatiana ingår i släktet Melicope och familjen vinruteväxter. Inga underarter finns listade i Catalogue of Life.